# Liste der Kulturdenkmale in Randau-Calenberge
In der Liste der Kulturdenkmale in Randau-Calenberge sind alle Kulturdenkmale im Magdeburger Stadtteil Randau-Calenberge aufgelistet. Grundlage ist das Denkmalverzeichnis des Landes Sachsen-Anhalt, das auf Basis des Denkmalschutzgesetzes vom 21. Oktober 1991 erstellt und seither laufend ergänzt wurde (Stand: 25. Februar 2015). 

## Kulturdenkmale
| Lage                           | Bezeichnung    | Beschreibung | Erfassungs- nummer | Ausweisungsart | Bild           |
| ------------------------------ | -------------- | --- | ------------------ | -------------- | -------------- |
| Calenberger Dorfstraße (Karte) | Kirche         | Die Kirche liegt südöstlich von Magdeburg auf leichter Anhöhe zwischen dem Bett der Alten Elbe und dem Umflutkanal. | 94 71036           | Baudenkmal     | Kirche         |
| Calenberger Dorfstraße (Karte) | Kriegerdenkmal | Das Kriegerdenkmal erinnert an die Gefallenen des Ersten Weltkrieges. Es ist eine einfache Stele aus den 1920er Jahren. Auf der Stele befindet sich eine Tafel mit folgender Inschrift: „1914–1918. Unserern tapferen Helden“, darunter die Namen der Ortsangehörigen, die gefallen sind. | 094 71037          | Baudenkmal     | Kriegerdenkmal |
| Randauer Dorfstraße (Karte)    | Kriegerdenkmal | Das Denkmal erinnert an die Gefallenen des Ersten Weltkrieges, es steht vor dem ehemaligen Pfarrhaus. Es ist eine quaderförmige Stele mit einem dreistufigen Sockel, an der Spitze befinden sich das Relief von Steinkugel und Eichenlaub, darüber ist eine Deckplatte mit flacher Spitze. Auf der Stele befindet sich folgende Inschrift: „GEBLIEBEN FÜRS VATERLAND/GEFALLEN IN GOTTESHAND“. | 094 76860          | Baudenkmal     | Kriegerdenkmal |
| Randauer Dorfstraße (Karte)    | Kirche         | | 094 76859          | Baudenkmal     | Kirche         |
| Schlossstraße 1-3, 6 (Karte)   | Gutshaus       | | 094 70801          | Baudenkmal     | Weitere Bilder |

## Legende
In den Spalten befinden sich folgende Informationen:
- Lage: Nennt den Straßennamen und wenn vorhanden die Hausnummer des Kulturdenkmals. Die Grundsortierung der Liste erfolgt nach dieser Adresse. Der Link „Karte“ führt zu verschiedenen Kartendarstellungen und nennt die geographischen Koordinaten.
Link zu einem Kartenansichtstool, um Koordinaten zu setzen. In der Kartenansicht sind Baudenkmale ohne Koordinaten mit einem roten bzw. orangen Marker dargestellt und können in der Karte gesetzt werden. Baudenkmale ohne Bild sind mit einem blauen bzw. roten Marker gekennzeichnet, Baudenkmale mit Bild mit einem grünen bzw. orangen Marker.
- Offizielle Bezeichnung: Nennt den Namen, die Bezeichnung oder zumindest die Art des Kulturdenkmals und verlinkt, soweit vorhanden, auf den Artikel zum Objekt.
- Beschreibung: Nennt bauliche und geschichtliche Einzelheiten des Kulturdenkmals, vorzugsweise die Denkmaleigenschaften.
- Erfassungsnummer: Für jedes Kulturdenkmal wird in Sachsen-Anhalt eine 20stellige Erfassungsnummer vergeben. Die letzten zwölf Ziffern werden für die Untergliederung nach Teilobjekten genutzt und werden nur angegeben, soweit vergeben. In dieser Spalte kann sich folgendes Icon  befinden, dies führt zu Angaben zu diesem Baudenkmal bei Wikidata.
- Ausweisungsart: Die Einordnung des Denkmales nach § 2 Abs. 2 DenkmSchG LSA
- Bild: Ein Bild des Denkmales, und gegebenenfalls einen Link zu weiteren Fotos des Kulturdenkmals im Medienarchiv Wikimedia Commons. Wenn man auf das Kamerasymbol klickt, können Fotos zu Kulturdenkmalen aus dieser Liste hochgeladen werden: